# سوتلانا سمونووا
سوتلانا سمونووا (روسی: Светла́на Степа́новна Семёнова؛ ۱۱ مهٔ ۱۹۵۸ – ) قایقران روئینگ اهل روسیه بود.
وی در مسابقات کشوری و بین‌المللی در مجموع برندهٔ ۳ مدال طلا، ۲ مدال برنز شده‌است.